# 拉瓦达克
拉瓦达克（法語：Lavardac，法語發音：[lavaʁdak]）是法国洛特-加龙省的一个市镇，属于内拉克区。

## 地理
拉瓦达克（44°10'37"N, 0°17'49"E）面积15.1 平方千米，位于法国新阿基坦大区洛特-加龍省，该省份为法国西南部内陆省份，北起多爾多涅省，西接吉倫特省和朗德省，南至热尔省，东临塔恩-加龙省和洛特省。
与拉瓦达克接壤的市镇（或旧市镇、城区）包括：巴尔巴斯特、埃斯皮安、弗加罗勒、蒙加亚尔、内拉克、维亚讷、桑特拉耶。

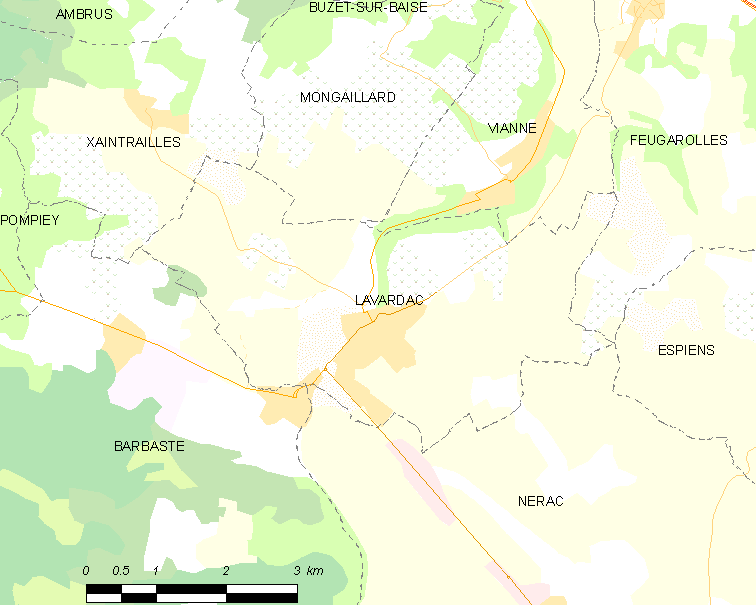
拉瓦达克的OSM定位图

拉瓦达克的时区为UTC+01:00、UTC+02:00（夏令时）。

## 行政
拉瓦达克的邮政编码为47230，INSEE市镇编码为47143。

## 政治
拉瓦达克所属的省级选区为拉瓦达克县。

## 人口

1962-2008年间拉瓦达克人口变化图示

拉瓦达克于2022年1月1日时的人口数量为2297人。